# A fiam családja
A fiam családja (eredeti cím japánul そして父になる, azaz Szosite csicsi ni naru, magyarul Aztán apává válni) 2013-ban bemutatott japán filmdráma Koreeda Hirokazu rendezésében.
A történet szerint két házaspár hatéves gyermekéről kiderül, hogy születésükkor elcserélték őket a kórházban, így a szülők életüket meghatározó döntés elé kerülnek: visszacseréljék-e most a gyermekeket.
A film a 2013-as cannes-i fesztiválon elnyerte a zsűri díját.

## Cselekmény
|  | Alább a cselekmény részletei következnek! |

A film két családot mutat be. A Nonomija családban a férj, Rjóta, sikeres nagyvárosi üzletember, fia, Keita azonban úgy tűnik, nem örökölte az apa tehetségét, aki emiatt kicsit csalódott is, de a gyermeket így is szereti. A Szaiki család vidéken él, és teljesen eltérő stílusú: pénzük jóval kevesebb van, életkörülményeik szerényebbek, de sokkal játékosabbak, vidámabbak, és több gyermekük is van, köztük a  hatéves Rjúszei.
A két család mit sem tud egymás létezéséről, amíg egy nap ki nem derül, hogy születésükkor Keitát és Rjúszeit összecserélték a kórházban: ezek szerint egyik gyermek sem vér szerinti leszármazottja az addig szüleinek hitt házaspárnak. Mindannyian rendkívül nehéz helyzetbe kerülnek, mert el kell dönteniük, mi legyen a két fiúval: elcseréljék-e őket vagy ne. Először úgy döntenek, egy napra elküldik egymáshoz a gyermekeket, aztán az ilyen cserék egyre többször megismétlődnek, végül úgy döntenek, végleg kicserélik őket. Keita könnyebben bele tud szokni az új környezetbe, de Rjúszei nem, mert egyrészt nem érti, miért kellene ezeket a félig idegen embereket ezentúl a szüleinek neveznie, másrészt hiányzik neki a sok játék, idegenül érzi magát a nagyvárosi toronyházban, ráadásul az új (vagyis valódi) apja megköveteli tőle, hogy sokat tanuljon és kevesebbet videojátékozzon. Lassan azonban itt is megváltozik minden: az addig nagyon sokat dolgozó, emiatt családjával keveset foglalkozni tudó Rjóta is részt vesz a gyermekkel közös mókákban, így egyre jobban megszereti egymást ez a család is. Az apa azonban egy nap megtalálja fényképezőgépében azokat a fényképeket, amiken egyrészt „régi gyermekével” együtt látható, másrészt amelyeket ez a fiú készített őróla, és ekkor könnyezni kezd; ráébred, hogy még mindig szereti Keitát is. A film végén autóba szállnak, elviszik Rjószeit a Szaiki családhoz, ahol újra találkoznak Keitával, aki azokban elmenekül nevelőapja elől. Rjóta utána ered, és folyamatosan beszél hozzá, beismeri hibáit, végül a gyermek megbocsát neki. Az utolsó jelenetben a két család mindegyik tagja bemegy a házba, de az nem derül ki, hogy végül Nonomijáék melyik gyermekkel térnek haza.
|  | Itt a vége a cselekmény részletezésének! |

## Szereplők
- Fukujama Maszaharu ... Nonomija Rjóta, az egyik apa
- Ono Macsiko ... Nonomija Midori, az egyik anya
- Rirí Furankí ... Szaiki Júdai, a másik apa
- Maki Jóko ... Szaiki Jukari, a másik anya
- Ninomija Keita ... Nonomija Keita, az egyik gyermek
- Huang Sógen ... Szaiki Rjúszei, a másik gyermek

## Díjak és jelölések
| 2013 | Abu-dzabi filmfesztivál                  | Gyermekvédelmi díj           | Koreeda Hirokazu                                 | Elnyerte |
| 2014 | Arany Trailer-díj                        | Legjobb eredeti zene         |                                                  | Jelölés  |
| 2014 | Arany Trailer-díj                        | Legjobb külföldi dráma       |                                                  | Jelölés  |
| 2014 | Arany Trailer-díj                        | Legjobb                      |                                                  | Jelölés  |
| 2013 | Asia Pacific Screen-díj                  | Legjobb film                 |                                                  | Jelölés  |
| 2013 | Asia Pacific Screen-díj                  | Rendezői díj                 | Koreeda Hirokazu                                 | Jelölés  |
| 2013 | Ázsiai és csendes-óceáni filmfesztivál   | Legjobb rendező              | Koreeda Hirokazu                                 | Elnyerte |
| 2013 | Ázsiai és csendes-óceáni filmfesztivál   | Legjobb film                 |                                                  | Elnyerte |
| 2013 | Ázsiai és csendes-óceáni filmfesztivál   | Legjobb férfi színész        | Fukujama Maszaharu                               | Jelölés  |
| 2013 | Ázsiai és csendes-óceáni filmfesztivál   | Legjobb szerkesztés          | Koreeda Hirokazu                                 | Jelölés  |
| 2013 | Ázsiai és csendes-óceáni filmfesztivál   | Legjobb férfi mellékszereplő | Rirí Furankí                                     | Jelölés  |
| 2014 | Ázsiai filmes díj                        | Legjobb rendező              | Koreeda Hirokazu                                 | Jelölés  |
| 2014 | Ázsiai filmes díj                        | Legjobb férfi színész        | Fukujama Maszaharu                               | Jelölés  |
| 2014 | Ázsiai filmes díj                        | Legjobb új színész           | Ninomija Keita                                   | Jelölés  |
| 2013 | Cannes-i filmfesztivál                   | Zsűri díja                   |                                                  | Elnyerte |
| 2013 | Cannes-i filmfesztivál                   | Ökumenikus zsűridíj          |                                                  | Elnyerte |
| 2013 | Cannes-i filmfesztivál                   | Arany Pálma                  |                                                  | Jelölés  |
| 2013 | Chicagói nemzetközi filmfesztivál        | Közönségdíj                  |                                                  | Jelölés  |
| 2015 | Chlotrudis-díj                           | Legjobb rendező              | Koreeda Hirokazu                                 | Elnyerte |
| 2015 | Chlotrudis-díj                           | Legjobb film                 |                                                  | Jelölés  |
| 2015 | Chlotrudis-díj                           | Legjobb férfi színész        | Fukujama Maszaharu                               | Jelölés  |
| 2015 | Chlotrudis-díj                           | Legjobb együttes előadás     |                                                  | Jelölés  |
| 2014 | CinEuforia-díj                           | Legjobb film                 |                                                  | Jelölés  |
| 2014 | CinEuforia-díj                           | Legjobb férfi színész        | Fukujama Maszaharu                               | Jelölés  |
| 2014 | CinEuforia-díj                           | Legjobb együttes             |                                                  | Jelölés  |
| 2013 | Genti nemzetközi filmfesztivál           | Nagydíj                      |                                                  | Jelölés  |
| 2013 | Hócsi-díj                                | Legjobb férfi mellékszereplő | Piéru Taki                                       | Elnyerte |
| 2013 | Hócsi-díj                                | Legjobb film                 |                                                  | Jelölés  |
| 2013 | Hócsi-díj                                | Legjobb rendező              | Hirokazu Koreeda                                 | Jelölés  |
| 2013 | Hócsi-díj                                | Legjobb férfi színész        | Fukujama Maszaharu                               | Jelölés  |
| 2013 | Hócsi-díj                                | Legjobb férfi mellékszereplő | Rirí Furankí                                     | Jelölés  |
| 2013 | Hócsi-díj                                | Legjobb női mellékszereplő   | Ono Macsiko                                      | Jelölés  |
| 2013 | Hócsi-díj                                | Legjobb női mellékszereplő   | Maki Jóko                                        | Jelölés  |
| 2014 | Japán akadémiai díj                      | Legjobb férfi mellékszereplő | Rirí Furankí                                     | Elnyerte |
| 2014 | Japán akadémiai díj                      | Legjobb női mellékszereplő   | Maki Jóko                                        | Elnyerte |
| 2014 | Japán akadémiai díj                      | Legjobb film                 |                                                  | Jelölés  |
| 2014 | Japán akadémiai díj                      | Legjobb rendező              | Koreeda Hirokazu                                 | Jelölés  |
| 2014 | Japán akadémiai díj                      | Legjobb férfi színész        | Fukujama Maszaharu                               | Jelölés  |
| 2014 | Japán akadémiai díj                      | Legjobb női színész          | Ono Macsiko                                      | Jelölés  |
| 2014 | Japán akadémiai díj                      | Legjobb forgatókönyv         | Koreeda Hirokazu                                 | Jelölés  |
| 2014 | Japán akadémiai díj                      | Legjobb zene                 | Macumoto Dzsunicsi, Mori Takasi, Macubara Takesi | Jelölés  |
| 2014 | Japán akadémiai díj                      | Legjobb operatőr             | Takimoto Mikija                                  | Jelölés  |
| 2014 | Japán akadémiai díj                      | Legjobb világítás            | Fudzsii Narikijo                                 | Jelölés  |
| 2014 | Japán akadémiai díj                      | Legjobb hang                 | Curumaki Jutaka                                  | Jelölés  |
| 2014 | Japán akadémiai díj                      | Legjobb szerkesztés          | Koreeda Hirokazu                                 | Jelölés  |
| 2013 | Jokohamai filmfesztivál                  | Legjobb forgatókönyv         | Koreeda Hirokazu                                 | Elnyerte |
| 2013 | Jokohamai filmfesztivál                  | Legjobb férfi színész        | Fukujama Maszaharu                               | Elnyerte |
| 2013 | Jokohamai filmfesztivál                  | Legjobb férfi mellékszereplő | Rirí Furankí                                     | Elnyerte |
| 2013 | Jokohamai filmfesztivál                  | Legjobb film                 |                                                  | Jelölés  |
| 2013 | Kék Szalag díj                           | Legjobb rendező              | Koreeda Hirokazu                                 | Jelölés  |
| 2013 | Kék Szalag díj                           | Legjobb film                 |                                                  | Jelölés  |
| 2014 | Kinema Dzsunpó díj                       | Legjobb színésznő            | Maki Jóko                                        | Elnyerte |
| 2014 | Kinema Dzsunpó díj                       | Legjobb férfi mellékszereplő | Rirí Furankí                                     | Elnyerte |
| 2014 | Kinema Dzsunpó díj                       | Legjobb rendező              | Koreeda Hirokazu                                 | Jelölés  |
| 2013 | Londoni filmfesztivál                    | Legjobb film                 |                                                  | Jelölés  |
| 2014 | Nemzetközi Mozikedvelő Társaság          | ICS-díj                      |                                                  | Elnyerte |
| 2014 | Nemzetközi online-mozi díj (INOCA)       | Legjobb eredeti forgatókönyv | Koreeda Hirokazu                                 | 2. hely  |
| 2013 | Nikkan Sports filmes díj                 | Legjobb rendező              | Koreeda Hirokazu                                 | Elnyerte |
| 2013 | Nikkan Sports filmes díj                 | Legjobb férfi mellékszereplő | Rirí Furankí                                     | Elnyerte |
| 2013 | Nikkan Sports filmes díj                 | Legjobb férfi színész        | Fukujama Maszaharu                               | Jelölés  |
| 2013 | Oslói déli filmek fesztiválja            | Legjobb játékfilm            |                                                  | Jelölés  |
| 2015 | Robert-díj                               | Legjobb nem amerikai film    |                                                  | Jelölés  |
| 2013 | San Sebastián-i nemzetközi filmfesztivál | Közönségdíj                  |                                                  | Elnyerte |
| 2013 | São Pauló-i nemzetközi filmfesztivál     | Közönségdíj                  |                                                  | Elnyerte |
| 2013 | Vancouveri nemzetközi filmfesztivál      | Közönségdíj                  |                                                  | Elnyerte |